# Benjamin, der Schüchterne
Benjamin, der Schüchterne è un cortometraggio muto del 1916 scritto e diretto da William Karfiol.

## Produzione
Il film fu prodotto dalla Karfiol-Film.

## Distribuzione
Ottenne il visto di censura nel dicembre 1916. A Berlino, il film - un cortometraggio in tre bobine - fu vietato ai minori, mentre la censura di Monaco ne vietò la proiezione per tutta la durata della guerra.